# 格蘭特 (威斯康星州)
格蘭特（英語：Grant），是一个美國小镇，位於威斯康星州邓恩县。根據2000年的人口普查，當地人口為426人。

## 地理
根据美国人口普查局，该镇的总面积為37.3 平方英里(96.7 平方公里2)，其中，36.9 平方英里(95.5 平方公里2)為陸地和0.5 平方英里(1.2 平方公里2)為水域。